# Inghilterra-Ungheria 3-6
Inghilterra-Ungheria 3-6 è stata una partita amichevole di calcio, disputata a Wembley il 25 novembre 1953, tra le Nazionali di Inghilterra e Ungheria, allora campione olimpica e imbattuta da 24 incontri. L'incontro è anche conosciuto come Match of the Century (dall'inglese: "partita del secolo").
La gara è passata alla storia per il successo ungherese, col risultato di 6-3, che dimostrò la superiorità tecnica e tattica dei magiari.

## La situazione prima dell'incontro
Fino ad allora, l'Inghilterra era stata battuta tra le mura amiche da selezioni straniere (escluse Scozia e Galles, facenti parte della Gran Bretagna) in una sola occasione: nel 1949, per mano dell'Irlanda. All'epoca la Football Association era nota per l'atteggiamento di superiorità che lasciava trasparire: gli inglesi si ritenevano, in quanto inventori del calcio, tatticamente superiori a tutti, mentre metodi di allenamento e schemi di gioco di derivazione straniera venivano ignorati. I Tre Leoni scendevano spesso in campo con il sistema (o WM), un modulo ormai obsoleto: per giunta, l'allenatore Walter Winterbottom era alla sua prima esperienza professionistica.
Dal canto suo, l'Ungheria era soprannominata squadra d'oro per lo spettacolo che era solita offrire: la squadra era nata da un progetto del commissario tecnico Gusztáv Sebes, desideroso di promuovere tale sport in uno Stato comunista. Le caratteristiche del gioco magiaro erano, almeno in parte, assimilabili a quello che sarà il calcio totale ed improntate ad un gioco offensivo: il ruolo del cosiddetto "centravanti di manovra" (o "arretrato") era ricoperto da Nándor Hidegkuti. Dal WM erano passati all'MM: ali molto larghe e profonde per aiutare la transizione offensiva, punta centrale ad operare da trequartista così da lasciare spazio di inserimento ai due attaccanti mobili.

## Descrizione della partita
Il match è stato giocato il 25 novembre 1953 a Wembley, di fronte a circa 100 000 spettatori (all'epoca fu un record per la nazionale inglese). Gli inglesi schieravano il consueto modulo 3-2-2-3 e potevano contare su giocatori del calibro di Stanley Matthews, Stan Mortensen, il portiere Gil Merrick, il futuro selezionatore Alf Ramsey ed il capitano Billy Wright, che era ampiamente considerato come uno dei migliori difensori al mondo.
D'altra parte gli ungheresi puntavano sul loro innovativo modulo 3-2-3-2, creato proprio dal commissario tecnico Gusztáv Sebes: schieravano giocatori come Gyula Grosics tra i pali, Mihály Lantos e Gyula Lóránt in difesa, József Bozsik a centrocampo, Nándor Hidegkuti libero di muoversi fra trequarti ed attacco e due sole punte (solitamente le squadre ne utilizzavano almeno tre) Ferenc Puskás e Sándor Kocsis, che sfruttavano la profondità fornita dalle ali Zoltán Czibor e László Budai.

### Primo tempo
L'Ungheria passò subito in vantaggio al primo minuto con una rete di Hidegkuti che trafisse con facilità Merrick. Fin dall'inizio dell'incontro fu evidente come gli ungheresi sovrastassero in tecnica il modulo degli inglesi e come superassero con facilità la loro difesa. I britannici erano in difficoltà specialmente a centrocampo, dove Johnston non riusciva a contrastare in nessun modo gli avversari, liberi di vagare per il campo. La posizione molto arretrata del mediano Zakariás fungeva da frangiflutti per la difesa magiara e impediva i rifornimenti per gli avanti di casa. L'Inghilterra, dotata di grande carattere e forza fisica, riuscì comunque a produrre alcune buone azioni offensive e Mortensen lanciò a rete Sewell, che al quindicesimo batté Grosics per il pareggio.
Tuttavia l'Aranycsapat (ungherese: squadra d'oro) si dimostrò molto aggressiva e spregiudicata. Poco dopo, al 20', riuscì a segnare il gol del nuovo vantaggio, ancora una volta con Hidegkuti: il numero 9, libero di svariare tra il centrocampo e la difesa avversaria, si trovava spesso nelle condizioni di battere a rete indisturbato. I magiari non si fermarono e marcarono anche il terzo gol, stavolta con Puskás. L'azione che portò a questa rete fu memorabile: l'attaccante ungherese saltò il capitano inglese Wright utilizzando un drag-back, ovvero facendo scivolare il pallone all'indietro con la suola, per poi beffare il portiere inglese con un tiro a incrociare imparabile. Al 27' Puskás mise a referto il quarto gol, deviando una punizione di Bozsik: dopo meno di mezz'ora, i padroni di casa si trovavano sotto di tre reti, impotenti davanti all'organizzazione magiara. Al termine della prima frazione l'Inghilterra si scosse: prima andò a sfiorare la rete per accorciare lo svantaggio con un tiro di Robb respinto da Grosics, poi trafisse l'estremo difensore ospite con Mortensen. Si andò al riposo sul 2-4.

### Secondo tempo
Il secondo tempo ricalcò la falsariga del primo: completo dominio ungherese sia tecnico che tattico, con gli inglesi disposti in campo disordinatamente. Bozsik al cinquantesimo minuto segnò il gol del 2-5; passarono tre minuti e Hidegkuti completò la sua tripletta personale con un tiro al volo. Il punteggio non ammetteva repliche: 2-6 e ancora 35 minuti da giocare. Al 58', l'Inghilterra riuscì ad alleggerire il parziale con un gol di Ramsey su calcio di rigore causato da un fallo di Grosics su Robb. Per il resto dell'incontro l'Ungheria mantenne il controllo totale, chiudendo con 35 tiri in porta contro i soli cinque della squadra avversaria: il punteggio andava stretto ai vincitori.
Decisivi furono la freschezza atletica magiara, così come la qualità delle azioni e le individualità, su tutti Hidegkuti e il capitano Puskás.

## Tabellino
Non c'è uniformità tra le fonti riguardo ai minuti dei gol e della sostituzione.
| Arbitro: | Horn |

| |            | |
| Sewell 13’ Mortensen 38’ Ramsey 57’ (rig.)                                                             | Marcatori  | 1’, 20’, 53’ Hidegkuti 24’, 27’ Puskás 50’ Bozsik                                                                                           |
| Merrick Ramsey Eckersley Wright Johnston Dickinson Matthews Taylor Mortensen Sewell Robb Sostituzioni: | Formazioni | · Grosics 78’ · Buzánszky · Lóránt · Lantos · Bozsik · Zakariás · Budai · Kocsis · Hidegkuti · Puskás · Czibor · Sostituzioni: · Gellér 78’ |
| Winterbottom                                                                                           | Allenatori | Sebes |

## Le conseguenze
La vittoria magiara andò ben oltre il successo sul rettangolo verde: con questo exploit gli ungheresi divennero i primi europei ad espugnare Wembley (fino ad allora, mai violato da formazioni del Vecchio Continente, ma solo dalle Home Nations britanniche e quattro anni prima dall'Irlanda). La debacle inglese ebbe ripercussioni anche sull'opinione pubblica: il mito della superiorità calcistica d'oltremanica fu frustrato dal gioco di Sebes e il suo undici. Addirittura, sei tra i calciatori inglesi scesi in campo non vennero più convocati in nazionale.
Dopo questo match e le conseguenze che ebbe in patria, la Football Association chiese e ottenne di disputare una rivincita, così da poter lavare l'onta subita e riguadagnare l'onore perduto, tentando di dimostrare così che la sconfitta di Wembley fosse stata solo un caso. La rivincita si tenne a Budapest, il 23 maggio 1954, poco prima dell'inizio del mondiale svizzero, ma non andò come i britannici si aspettavano. La squadra d'oro non solo riuscì ad imporsi nuovamente, ma inflisse alla nazionale dei Tre Leoni un passivo ancora più umiliante: il 7-1 maturato rimane tuttora la peggiore sconfitta di sempre dell'Inghilterra.
Le due brucianti disfatte riportate nell'arco di pochi mesi si tradussero in un pesante impatto sul calcio inglese: da allora, le squadre britanniche modificarono sostanzialmente il proprio metodo di allenarsi e di disporsi sul terreno di gioco. Tali cambiamenti segnarono, di fatto, la fine di un'era: quella del modulo WM.

## Analisi della partita e successive discussioni
Il risultato fu principalmente determinato dall'impreparazione e dall'ingenuità tattica di Winterbottom. Soprattutto il centrocampo inglese era totalmente fuori posizione e non riusciva a sostenere l'impeto degli avversari. L'utilizzo fatto da Sebes di Puskás e Kocsis in attacco si dimostrò una mossa ben più che azzeccata, visto che la difesa britannica si trovò spaesata e incapace di marcarli. Hidegkuti lasciava spazio d'inserimento alle mezzali, le ali allargavano il gioco togliendo punti di riferimento alla difesa d'oltremanica. I magiari avevano anche il vantaggio di giocare insieme a livello di club (sette su undici militavano tra le file dell'Honvéd) e questo portò a una maggiore efficacia in campo: il giornalista Pat Ward-Thomas del Guardian disse:
Il Guardian scrisse anche che l'Inghilterra prima di quel match si credeva tra le più grandi al mondo, ma, a incontro concluso, fu evidente quanto avrebbero dovuto lavorare prima di poter tornare ai vertici del calcio mondiale. Si disse che la squadra britannica fosse lenta e impacciata e che nell'undici messo in campo da Winterbottom si fosse salvato il solo Stanley Matthews.
Sir Bobby Robson commentò la partita dicendo:
Anche il capitano Billy Wright commentò l'incontro dicendo:
Sei giocatori della nazionale inglese (Bill Eckersley, Alf Ramsey, George Robb, Harry Johnston, Stan Mortensen ed Ernie Taylor) dopo questa gara non vennero mai più convocati in nazionale.